# さくら剛
さくら 剛（さくら つよし、1976年3月11日 - ）は、静岡県浜松市出身の作家。

## 人物
元ニート。これまで、インド旅行、アフリカ大陸から中華人民共和国への横断の試みなど、自身の海外体験を扱った旅行記を執筆。アフリカ旅行中につけられたムハマドという名前も持っている。北朝鮮にも渡航したことがありその際は作家ではビザが下りないため、過去に働いた経験のあるホテルマンとしてビザ申請を行った。旅作家を名乗りながらヨーロッパに行った経験がないことを気にしている。
作家デビュー後も日々「三國無双」に興じるなど引きこもり生活を送っている。後に「三国志」にまつわる遺跡100カ所以上を訪れて執筆した『三国志男』はベストセラーとなる。また科学や時事問題、哲学など幅広いジャンルの書籍も出版している。

## 経歴
静岡県立浜松北高等学校卒。中京大学中退。元々お笑い芸人を目指し上京したものの、すぐに挫折し引きこもりの生活を送っていた。
その後は専門学校に通いつつシナリオライターを目指したものの、困窮しすぐに派遣社員となる。引きこもりながら、生活が苦しくなるとバイトで食いつなぐ生活を送っていた。
その後、交際していた女性に振られ、当時同時多発テロ事件のため価格が暴落していたチケットを利用し、アメリカ合衆国へ旅行した経験を自身のサイトで執筆。
2002年2月、後に最初の著書の題材となるインド旅行へ出かける。インドから帰国後、再び付き合っていた彼女に「中国へ留学してきます」ともう一度振られてしまう。その失恋の勢いで、彼女を追いかけるのと共に「自分を鍛える」の大義名分のもと、南アフリカ共和国から中華人民共和国までほぼ陸路で旅行し、自身のサイトに旅行記を書き連ねた。その旅行記を機にモデルの山口小夜子と知り合い、山口が連載していた雑誌の対談企画である蒙古斑革命に掲載された。
2006年6月、サイトで公開していたインド旅行記を加筆・修正の上、自身初の著作として『インドなんて二度と行くかボケ!!…でもまた行きたいかも』を出版。10万部を超えるベストセラーとなる。
2007年9月、二作目の著書としてアフリカ、アラブの旅行の様子を記した『中国初恋』を出版。以降も中国、南米などの旅行記を出版。
2011年4月、ポッドキャスト「さくら通信」の配信を開始。
2011年11月、旅行記以外としては初めての著作である科学解説本の『感じる科学』を出版。「キノベス！2013」第20位に選ばれた。また理研創立100周年を記念した「科学道100冊」に選ばれる。
2013年2月、自身初の小説である『俺は絶対探偵に向いてない』を出版。
2019年5月、クラウドファンディングにより集めた資金で自前のポッドキャストアプリを作成しリリースを開始した。

## インターネット上での活動
ホームページ上での旅行記を出版した経緯から、インターネット上での活動にも積極的で、ブログやtwitterで著作や自身の出演情報を発信する他、2011年からはポッドキャスト「さくら通信」を運営。様々なテーマに現実的な視点から難癖をつけるテーマトークを繰り広げる他、自身の経歴や著書についての逸話を披露しており、2019年10月で放送200回を迎えている。共演者はトリカゴ放送を代表としたポッドキャスト（ネットラジオ）を運営している山本ひろし。
ポッドキャストでは自身について下記のようなネタを語っている。
2016年で作家活動10周年となったが誰にも祝ってもらえなかった。ちなみに当人は10周年を迎えたことに気づいていなかった。
中学や高校の同窓会に一度も呼ばれたことがないとも語っている。しかし女性の同級生はSNS等で検索し、近況について調べている。
AKBのファンであり、若干ロリコンの気があるため清純なタイプのアイドルが好きとのこと。
自身の著作やポットキャストに対するネット上の評価を非常に気にしており、本人曰く建設的な批判も受け入れられないとのことである。
膨大な量のアダルト動画を保持しており、バックアップのためのHDDを銀行の貸金庫に保管している。
コロナに関しても複数回テーマにしており、250回の放送では相方の山本が「（副反応の問題で）ほかの国ではコロナワクチンを禁止しているところもある」という趣旨の発言を行ったが、2023年2月現在、欧米主要国では禁止されている国はない。2022年秋冬期にもEU各国ではハイリスクな人への追加接種が推奨されており、またそれ以外の者も接種は可能である。例えばドイツでは12歳以上において追加接種１回は推奨のままであり、2023年以降は年一回の定期接種を行うことが欧州医薬品庁（ＥＭＡ）で検討されている。またその会話のなかでさくら自身が「デンマークでは保健当局の責任者が子供への接種は間違いと表明した」と述べたが、こちらにニュースに関してはロイター等によるファクトチェックにてSNSなどで誤った情報の展開がされているとされていると問題にされたものであり、副反応の問題で子供の接種が禁止になったという事実はない。デンマーク国家保健委員会のガイドラインよると、オミクロン株に対し子供の重症化率が低いため一般的な接種プログラムはないが、接種自体の禁止ではなく、またリスクがある子供は打つことができるとされている。

## 作品リスト
旅行記に関しては「海外旅行に行くべきではない」との考えを持ち執筆している。
- 『インドなんて二度と行くか!ボケ!!…でもまた行きたいかも』（2006年、アルファポリス のち文庫）
- 『中国初恋」（2007年、幻冬舎）のち前半・後半に分けて文庫（下記2作品）
  - 『アフリカなんて二度と行くか!ボケ!!…でも、愛してる(涙)。』（幻冬舎）
  - 『アフリカなんて二度と思い出したくないわっ!アホ!!…でも、やっぱり好き（泣）。』（幻冬舎）
- 『三国志男』（2008年、サンクチュアリ・パブリッシング  のち幻冬舎文庫）
- 『インドなんてもう絶対に行くか!!なますてっ!』（2009年、PHP研究所）のち改題して下記文庫として出版
  - 『インドなんてもう絶対に行くかボケ!…なんでまた行っちゃったんだろう。』（幻冬舎）
- 『南米でオーパーツ探してる場合かよ!!』（2010年、メディアファクトリー）
- 『中国なんて二度と行くかボケ!…でもまた行きたいかも。』（2011年、幻冬舎　のち文庫）
- 『感じる科学』（2011年、サンクチュアリ出版 　のち幻冬舎文庫）
- 『東南アジアなんて二度と行くかボケッ!…でもまた行きたいかも。』（2012年、幻冬舎　のち文庫）
- 『俺は絶対探偵に向いてない』（2013年、ワニブックス　のち幻冬舎文庫）
- 『困ったココロ』（2014年、サンクチュアリ・パブリッシング）
- 『俺も女子高生も絶対探偵に向いてない』（2014年、ワニブックス）
- 『世界のニュースなんてテレビだけでわかるか!ボケ!!…でも本当は知りたいかも。』（2015年、いろは出版）
- 『（推定3000歳の）ゾンビの哲学に救われた僕（底辺）は、クソッタレな世界をもう一度、生きることにした。』（2017年、ライツ社）
- 『経済学なんて教科書だけでわかるか! ボケ!! …でも本当は知りたいかも。』（2019年、ダイヤモンド社）
- 『海外旅行なんて二度と行くかボケ!! (わたしの旅ブックス)』（2019年、産業編集センター）